# Andreas von St. Viktor
Andreas von St. Viktor († 19. Oktober 1175 in Wigmore) war ein Regularkanoniker an der Abtei St. Viktor, der Auslegungen zu Büchern des Alten Testaments verfasste.

## Leben
Da er zu den Schülern Hugos von St. Viktor gehörte, muss er noch vor dessen Tod im Jahr 1141 ins Kloster von St. Viktor eingetreten sein. Er scheint in St. Viktor kurz das Amt eines Priors innegehabt zu haben  und wurde dann (um 1147/48) zum Abt von Wigmore Abbey in Hereford gewählt, einem neugegründeten englischen Viktorinerkonvent. Sechs Jahre später kehrte er wegen unüberbrückbarer Differenzen nach St. Viktor zurück und wurde 1161/62 wiederum nach Wigmore berufen, wo er bis an sein Lebensende verblieb.

## Werk
Als Exeget bemühte sich Andreas um den Literalsinn biblischer Texte; er war in der Umsetzung dieses Programms allerdings nicht sehr originell und zitierte häufig die Glossa Ordinaria oder die Kommentare des Hieronymus. Darüber hinaus kannte er jüdische Exegeten (Raschi, Josef Karo, Josef Bechor Schor und Eliezer de Beaugency), wohl weniger durch Lektüre ihrer Werke als durch persönlichen Kontakt mit jüdischen Gewährsleuten. Auf diese mündliche Tradition deutet auch, dass Andreas Kenntnis von David Kimchis Auslegung hatte, bzw. der seines Vaters Joseph Kimchi, dessen Werke aber zu seiner Zeit noch gar nicht schriftlich vorlagen. Seine Hebräischkenntnisse reichten nicht an die von späteren Exegeten heran, wie Herbert von Bosham, Alexander Neckam oder Nikolaus von Lyra. Darum konnte Andreas auch nicht unterscheiden, ob eine Information seiner jüdischen Gewährsleute eine Übersetzung oder eine Interpretation der betreffenden Textstelle war (auf diese Weise übernahm er manchmal Midraschim). Das setzte seinem Bestreben, die Vulgata anhand des hebräischen Originals zu korrigieren, Grenzen. Als erster christlicher Exeget deutete Andreas von St. Viktor den Gottesknecht im Buch Jesaja als das Volk Israel; sowohl Nikolaus von Lyra als auch Martin Luther kritisierten diese (aus heutiger exegetischer Sicht sinnvolle) Deutung.

## Werkausgaben
Andreae de Sancto Victore Opera
- (1) Expositionem super Heptateuchum (zum Pentateuch und den Büchern Josua und Richter), hrsg. von Charles H. Lohr. Brepols, Turnhout 1986
- (2) Expositio hystorica in librvm regvm (zu den Büchern der Könige), hrsg. von Frans van Liere. Brepols, Turnhout 1986
- (3) Expositiones historicas in libros Salomonis (zu den Büchern Sprichwörter, Kohelet und Hoheslied), hrsg. von Rainer Berndt. Brepols, Turnhout 1991
- (6) Expositionem in Ezechielem (zum Buch Ezechiel), hrsg. von Michael Alan Signer. Brepols, Turnhout 1991
- (7) Expositionem svper Danielem (zum Buch Daniel), hrsg. von Marcus Zier. Brepols, Turnhout 1990
- (8) Expositionem svper dvodecim prophetas (zum Zwölfprophetenbuch), hrsg. von Frans van Liere. Brepols, Turnhout 2007